# Nicolas Gaucher
Pour les articles homonymes, voir Gaucher.
Nicolas Gaucher, né à Chaumont (Haute-Marne) en 1846 et mort à Stuttgart en 1911, est un jardinier allemand d'origine française auteur d'ouvrages sur la pomologie et la dendrologie.

## Carrière
Gaucher s'installe en Allemagne méridionale à l'âge de vingt-cinq ans et commence à y propager l'art du jardinage et de la culture des arbres fruitiers à la manière française. Il devient directeur de l'école de jardinage de Stuttgart et rédacteur de la revue Der praktische Obstbaumzüchter. Il publie plusieurs ouvrages spécialisés qui sont traduits en différentes langues dont le russe, car les jardiniers et botanistes de l'Empire russe s'intéressent vivement à ses conseils.

## Publications
- «Die Veredelungen und ihre Anwendung für die verschiedenen Bäume und Sträucher» (1885)
- «Praktischer Obstbau: Anleitung zur erfolgreichen Baumpflege und Fruchtzucht für Berufsgärtner und Liebhaber» (1887)
- «Pomologie des praktischen Obstbaumzüchters» (1894) Texte et illustrations en ligne

## Liens
- (de) Portrait de Nicolas Gaucher: Portrait